# Dießen
Dießen é um município da Alemanha, no distrito de Landsberg, na região administrativa de Oberbayern , estado de Baviera.